# П'єніни (національний парк)
П'єніни (словац. Pieninský národný park) — національний парк на півночі  Словаччини. Розміщений на заході гірського масиву П'єніни, на кордоні з  Польщею. Це найменший національний парк країни; його площа становить лише 37,5 км², а площа буферної зони — 224,44 км².
Розташований в районах  Кежмарок і  Стара-Любовня Пряшівського краю. Парк був заснований 16 січня 1967 р. з площею всього 21,25 км²; його межі були розширені в 1997 році. Парк славиться красою природи, головним чином ущелини річки Дунаєць, яка є популярним місцем рафтингу і піших походів. П'єніни пропонують також традиційні для цих місць фольклор і архітектуру, переважно в селі Червоний кляштор, де розміщений музей народної культури.

## Галерея

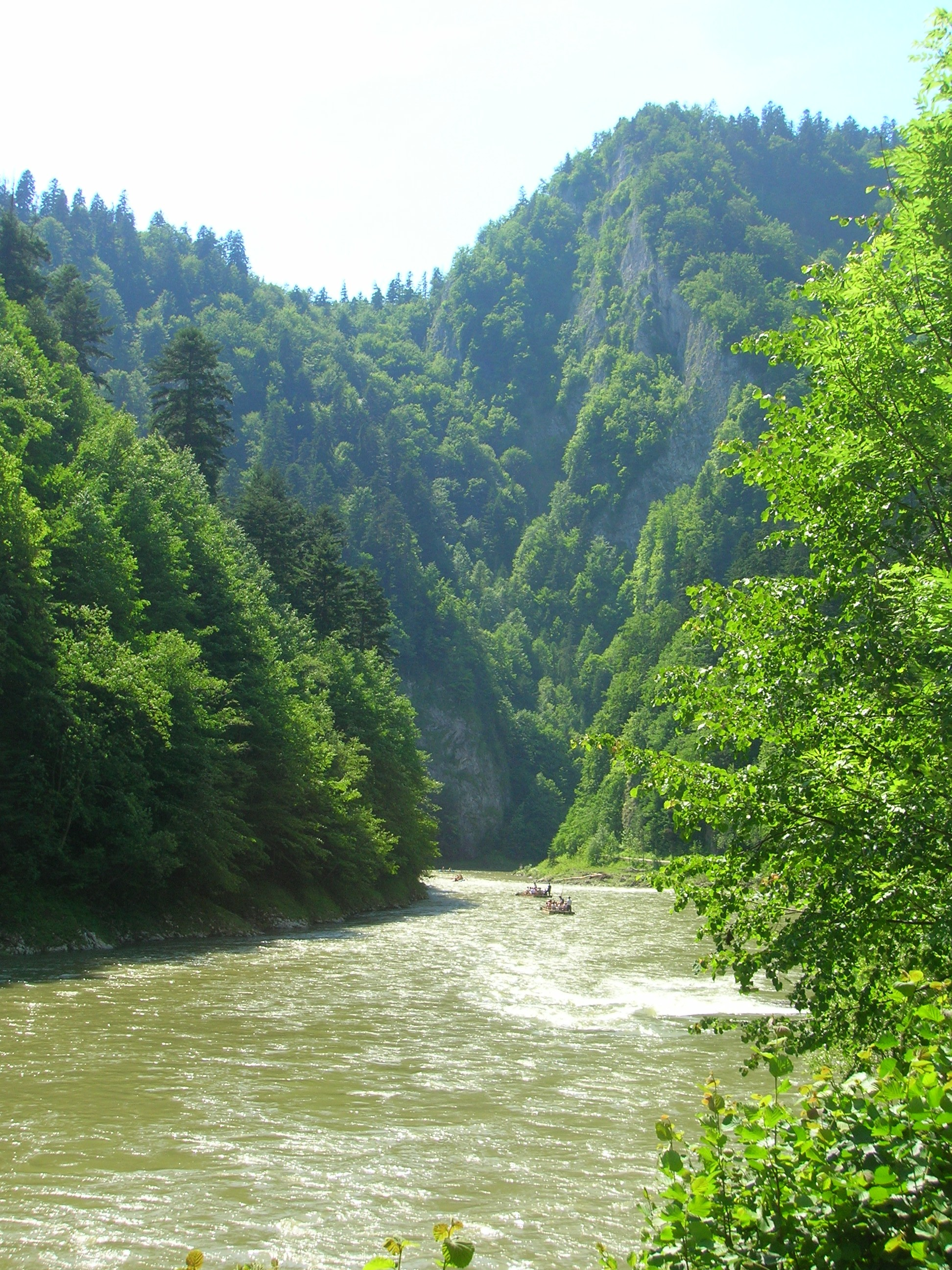
Ущелина річки Дунаєць
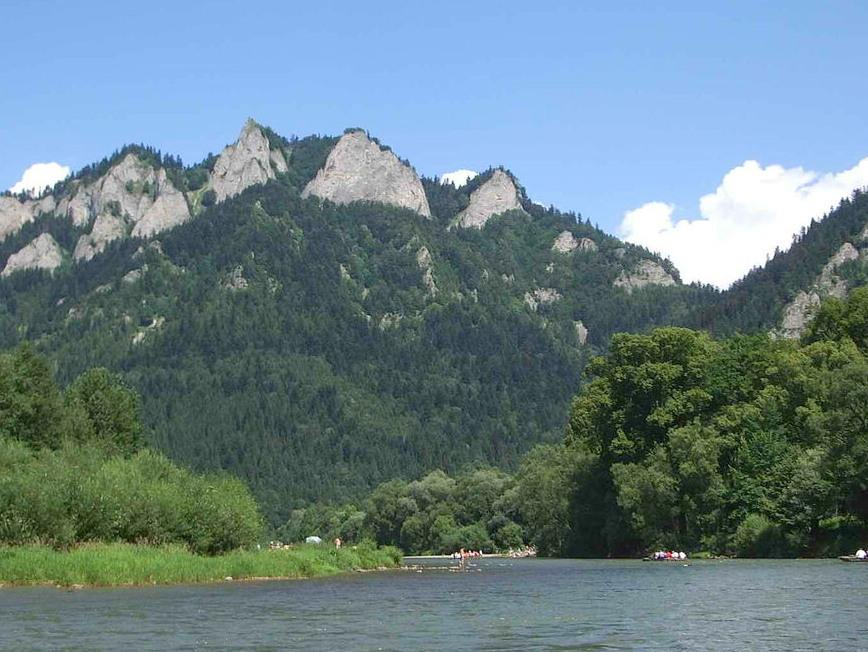
Гори "Три корони"
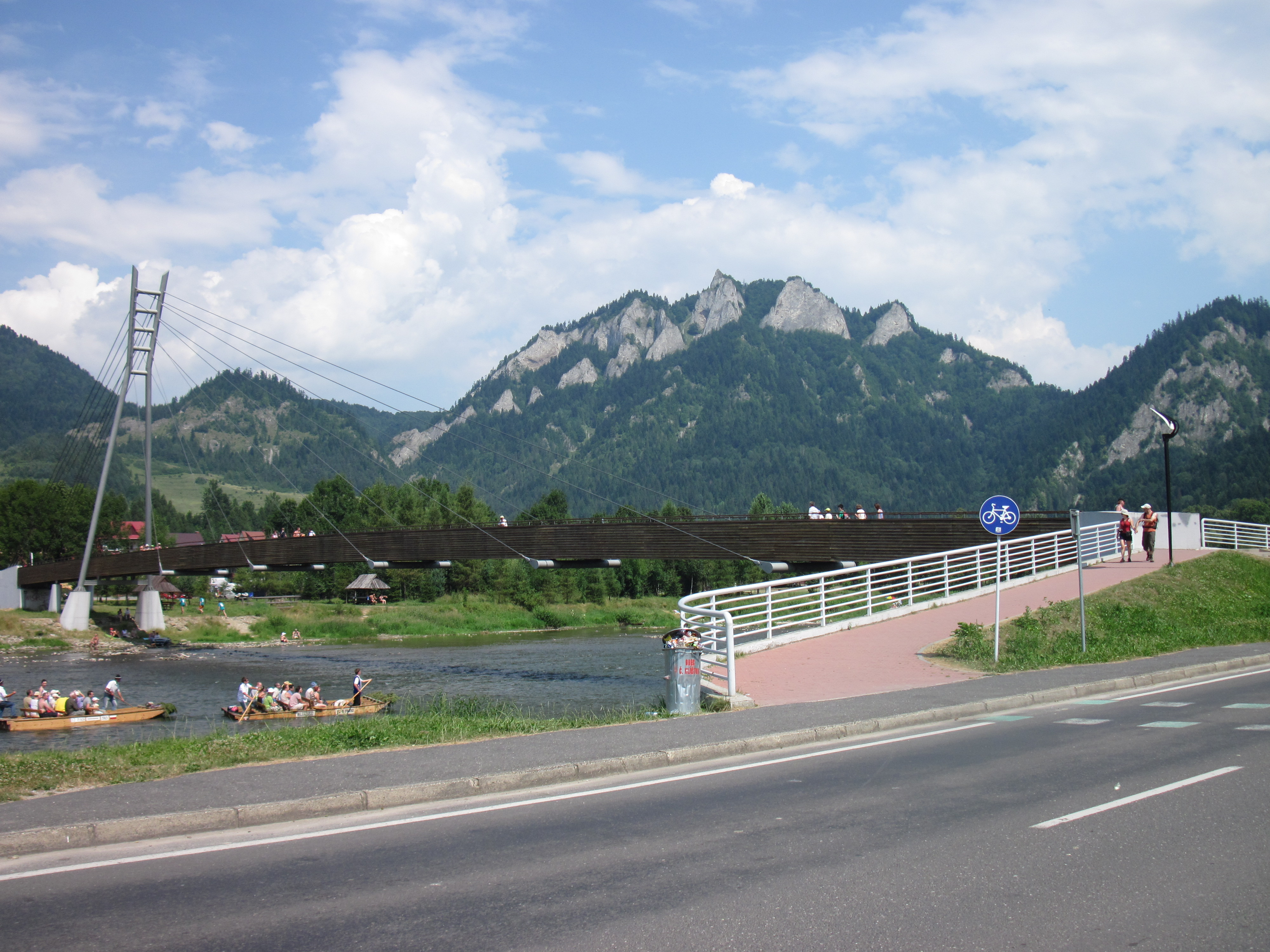
Вид на "Три корони"

## Виноски
1. 1 2  Nationally designated areas (CDDA)
2. ↑  National Park of Pieniny. Slovakia.travel. Архів оригіналу за 7 лютого 2012. Процитовано 22 травня 2014.
3. ↑   Pieniny. www.pieniny.sk